# نهر بوين
نهر بوين

نهر بوين بالإنجليزية (Bowen River): يقع في شمال فيوردلاند,نيوزيلاندا, النهر يتحرك 

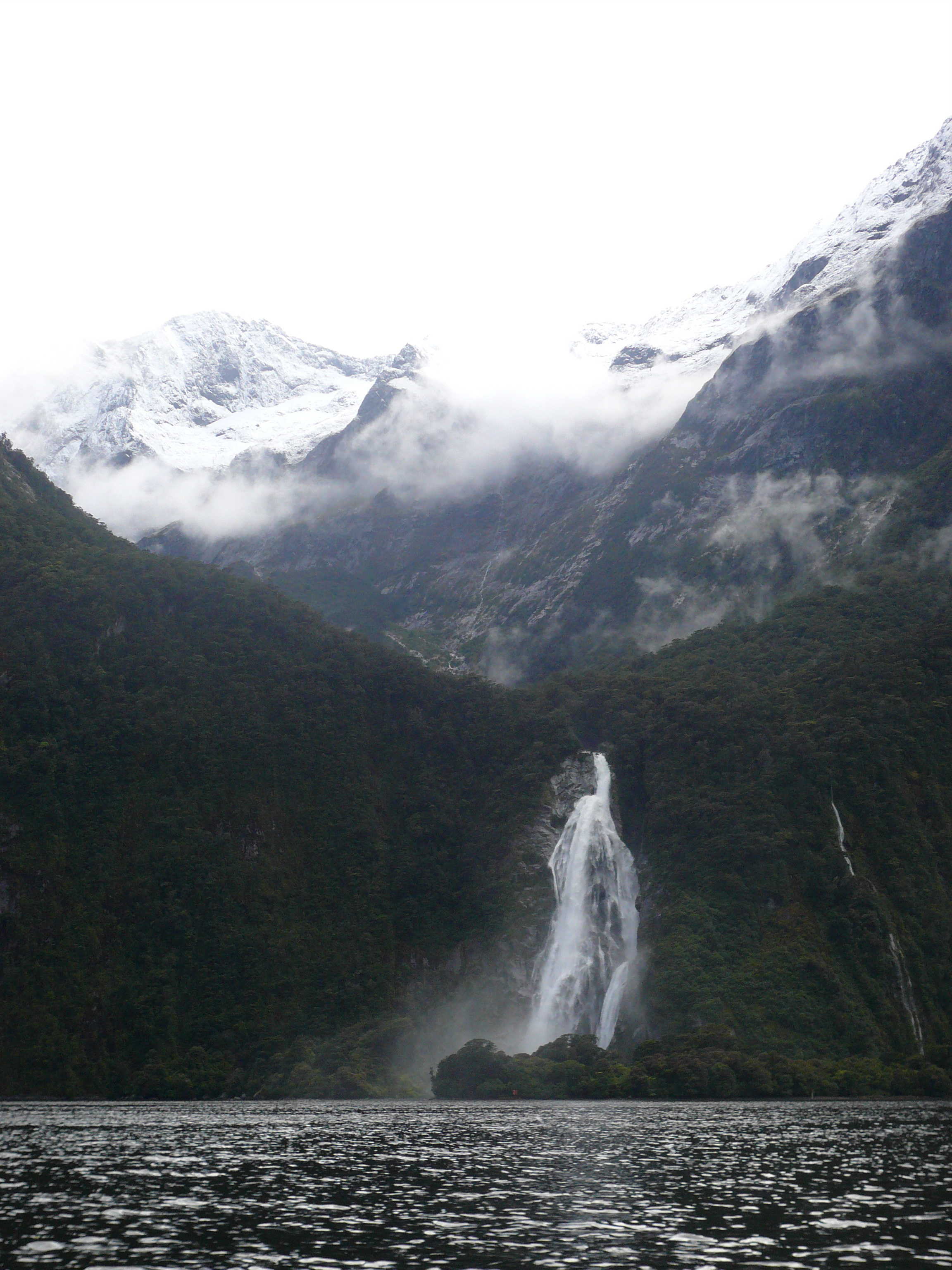
شلالات بوين

جنوباً لمسافة 8 كم قبل أن يصنع شلال السيدة فوين Lady Bowenعلى ارتفاع 162 متر التي تصب في رأس ميلفورد Milford Sound, الشلال سُمي باسم ديامنتينا بوين Diamantina Bowen زوجة جورج بوين George Bowenالحاكم الخامس لنيوزيلندا.
مترجم من ويكيبيديا الإنجليزية